# 螢川
『螢川』（ほたるがわ）は、宮本輝の小説であり、1978年1月18日に第78回芥川賞を受賞した作品である。『文芸展望』1977年10月号初出、『泥の河』を併録して1978年に筑摩書房より刊行された。
『泥の河』、『道頓堀川』とともに、宮本の「川三部作」をなす作品である。富山県を舞台にしており、本作における螢川はいたち川を指す。1987年に映画化された。
父と友の死に遭い、恋を経験する思春期の少年の姿と、彼の目に映る大人の世界を、詩情豊かに描く。

## 映画
1987年2月21日に公開。蛍の飛び交う場面を大規模な特殊撮影で表現し、それまでの抑制のきいた演出から一転、大量の螢が舞うクライマックスシーンを描き高い評価を受けた。ちなみにそのクライマックスシーンで特殊効果を担当したのが、円谷英二の最後の弟子で光学合成の匠、川北紘一である。文部省選定作品。

### スタッフ
- 後援：富山県、富山市、高岡市、北日本新聞社、北日本放送
- 監督：須川栄三
- 原作：宮本輝
- 脚本：中岡京平、須川栄三
- 音楽：篠崎正嗣
- 撮影監督：姫田真佐久
- 美術：阿久根巌
- 録音：佐藤富士男
- 照明：島田忠昭
- 編集：鍋島惇
- 助監督：人上典保
- スチール：井本俊康
- 音響効果：斉藤昌利
- 特技監督：川北紘一
  - 合成技術：デン・フィルム・エフェクト
  - 撮影：寺沼範雄
  - 視覚効果：中野稔
  - 光学撮影：宮重道久
  - 照明：中村誠
  - 操演：久米功、香取康修、鳴海聡
  - 助監督：鈴木健二
- MA：にっかつスタジオセンター
- 現像：IMAGICA
- スタジオ：にっかつ撮影所
- 協賛：全日本空輸
- 企画協力：大下晴義、久保勲
- 製作者：高橋松男、加藤博明
- 企画：高橋松男、荒木正也
- プロデューサー：藤本潔
- 製作：キネマ東京、日映
- 配給：松竹

### キャスト
- 水島重竜：三國連太郎
- 水島千代：十朱幸代
- 水島竜夫：坂詰貴之
- 辻沢英子：沢田玉恵
- 関根：川谷拓三
- 春枝：奈良岡朋子
- 大森亀太郎：大滝秀治
- 辰己喜三郎：河原崎長一郎
- 松崎先生：寺泉憲
- 銀蔵：殿山泰司
- 利根川龍二、早川勝也、粟津號、江幡高志、小林トシ江、斉藤林子、岩倉高子、伊藤敏博、飯島大介、勇静華　ほか